# Bożepole Wielkie
Bożepole Wielkie (deutsch Groß Boschpol, früher Groß Botzepol) ist ein Dorf in der Landgemeinde Łęczyce (Lanz) der polnischen Woiwodschaft Pommern und gehört zum Powiat Wejherowski (Neustädter Distrikt).

## Geographische Lage und Verkehr
Die Ortschaft liegt in Hinterpommern, etwa 15 Kilometer ostnordöstlich von Lauenburg in Pommern (Lębork). Durch den Ort fließt die Leba.
Der Bahnhof des Ortes liegt an der Bahnstrecke Gdańsk–Stargard.

## Geschichte

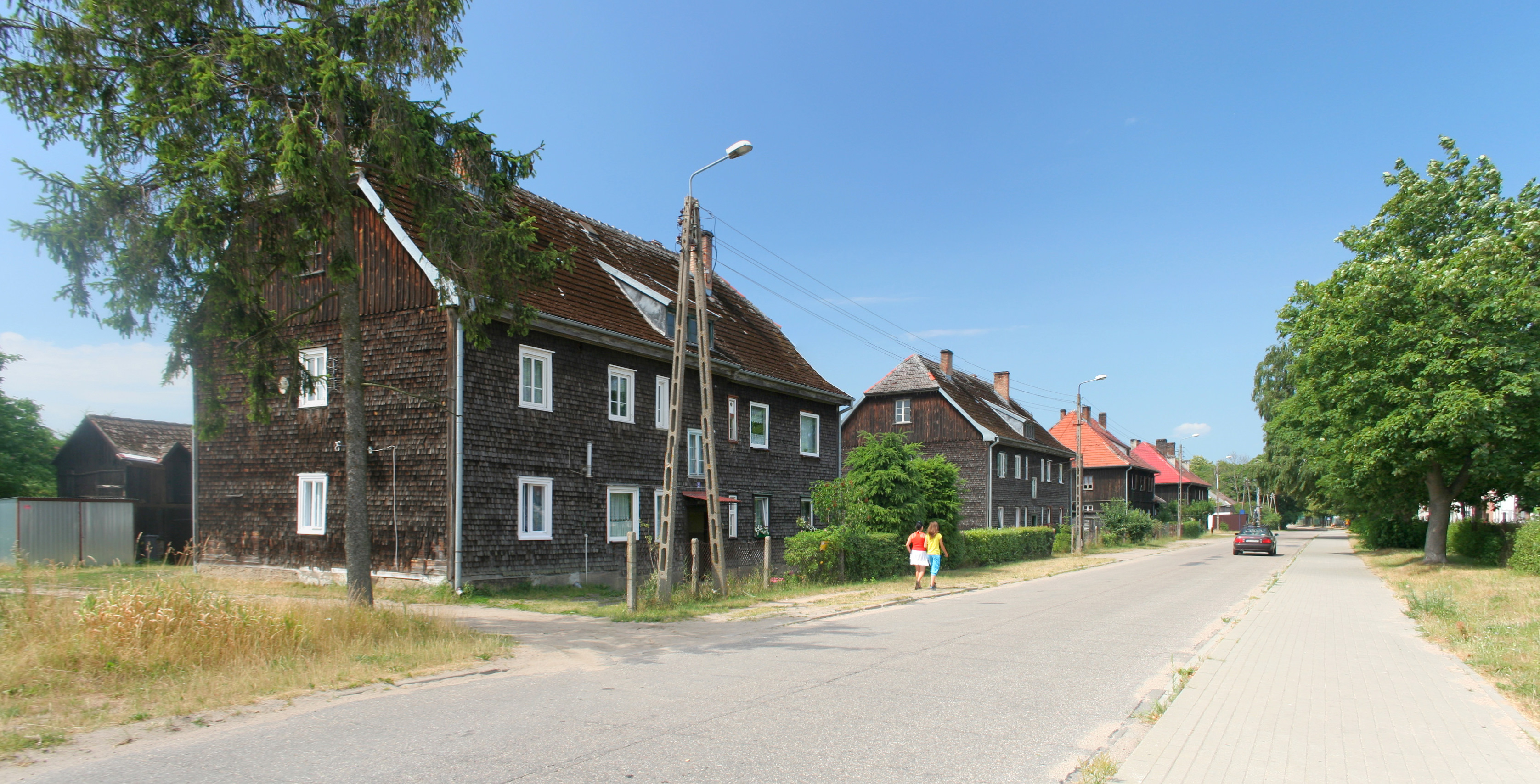
Dorfstraße

Um 1784 gab es in dem Kirchdorf Groß Bozepol oder Boschpoll unter anderem zwei Vorwerke, von denen eines Golecza oder Golitz genannt wurde und auf der Feldmark lag, eine Wassermühle, drei Bauernhöfe, drei Kossäten, eine Gaststätte an der Landstraße von Lauenburg nach Danzig, »Groß-Ankerholz« genannt, und insgesamt 16 Feuerstellen (Haushaltungen). Das Dorf gehörte seinerzeit der Gutsbesitzerin Henrietta Sophia Louisa von der Goltz, geb. von Krockow, die mit dem königlich-polnischen Generalmajor Heinrich von der Goltz verheiratet war. Bereits 1777 erwarb die Frau Generalin von der Goltz das Gut des Franz von Rexin, Wert des Besitzes damals 19.000 Thlr. über Roggen gerechnet.
Seit 1874 war Groß Boschpol Verwaltungssitz des Amtsbezirks Groß Boschpol, zu dem folgende Ortschaften gehörten: 1) Gutsbezirk Paraschin, 2) Gutsbezirk Groß Boschpol, 3) Landgemeinde Groß Boschpol, 4) Gutsbezirk Klein Boschpol, 5) Landgemeinde Klein Boschpol und 6) Gutsbezirk Chmelenz. Amtsvorsteher zum damaligen Zeitpunkt war der Gutspächter von Weiher zu Groß Boschpol (Stellvertreter Rittergutsbesitzer von Zelowski zu Paraschin). Um 1912 umfasste der Amtsbezirk nur noch fünf Ortschaften, da die Landgemeinde Groß Boschpol ihre Eigenständigkeit zwischenzeitlich verloren hatte. Besitzer des Guts Groß Boschpol war von circa 1890 bis zu seinem Tod 1928 Maximilian von Weiher, verheiratet mit Adelheid von Rexin. Erbe wurde deren zweiter Sohn Karl-Eugen von Weiher, der in den letzten Kriegstagen in Groß-Boschpol von der Roten Armee erschossen wurde. Das Gut umfasste 1939 noch 477 ha. Der 530 ha Forst wiederum gehörte der Schwester des Gutsherrn, Renate von Diezelsky, geborene von Weiher.
Der Amtsbezirk Groß Boschpol gehörte 1945 zum Kreis Lauenburg in Pommern im Regierungsbezirk Köslin der Provinz Pommern des Deutschen Reichs. 1939 befand sich in der Nähe des Ortes auch das deutsche Kriesghauptquartier für einige Tage.
Gegen Ende des Zweiten Weltkriegs besetzte im Frühjahr 1945 die Rote Armee die Region. Bald darauf wurde Hinterpommern zusammen mit Westpreußen und der südlichen Hälfte Ostpreußens von der Sowjetunion unter polnische Verwaltung gestellt. In Groß Boschpol begann danach die Zuwanderung polnischer Zivilisten. Groß Boschpol erhielt den polnischen Ortsnamen Bożepole Wielkie. In der darauf folgenden Zeit wurden die deutschen Einwohner vertrieben.
Der Ort ist in die Gmina Łęczyce im Powiat Wejherowski in der Woiwodschaft Pommern (1975–1998 Woiwodschaft Danzig) eingegliedert.

## Bevölkerungsentwicklung
| Jahr | Einwohner | Anmerkungen                                  |
| ---- | --------- | -------------------------------------------- |
| 1867 | 010       | [ 9 ]                                        |
| 1871 | 05        | sämtlich evangelischer Konfession            |
| 1925 | 455       | darunter 349 Evangelische und 106 Katholiken |
| 1933 | 361       | [ 11 ]                                       |
| 1939 | 360       | [ 11 ]                                       |

## Persönlichkeiten, die mit dem Ort verbunden sind
- Ernst Carl Ludwig von Weiher (1751–1814), deutscher Gutsbesitzer und Landrat, verstarb hier.
- Helmut Reese (1909–2002), Theologe, u. a. nebenamtlicher Konsistorialrat in Görlitz, in Groß Boschpol geboren[12]